# Giddy Up!
Giddy Up! è un singolo della cantautrice canadese Shania Twain, pubblicato il 5 gennaio 2023 come secondo estratto dal sesto album in studio Queen of Me.

## Descrizione
Twain ha presentato il brano al Today Show la mattina del 5 gennaio 2023, pubblicandolo lo stesso giorno. Riguardo al brano, lo ha definito una "celebrazione" e fa riferimento a come la frase giddy up! (traducibile in italiano come al galoppo!) pronunciata nel ritornello fosse frutto della stessa improvvisazione che l'aveva portata a pronunciare la frase let's go girls (in italiano andiamo, ragazze) come apertura del suo singolo Man! I Feel Like a Woman! del 1999.

## Video musicale
Il video musicale del brano è stato diretto da Justin Marmorstein ed è stato pubblicato su YouTube il 5 gennaio 2023, in contemporanea con il singolo. Si tratta di un video prettamente coreografico e la cantante appare in diverse scene come la severa proprietaria di una carrozzeria.